# Treffen tussen Fielding en Van Bylandt

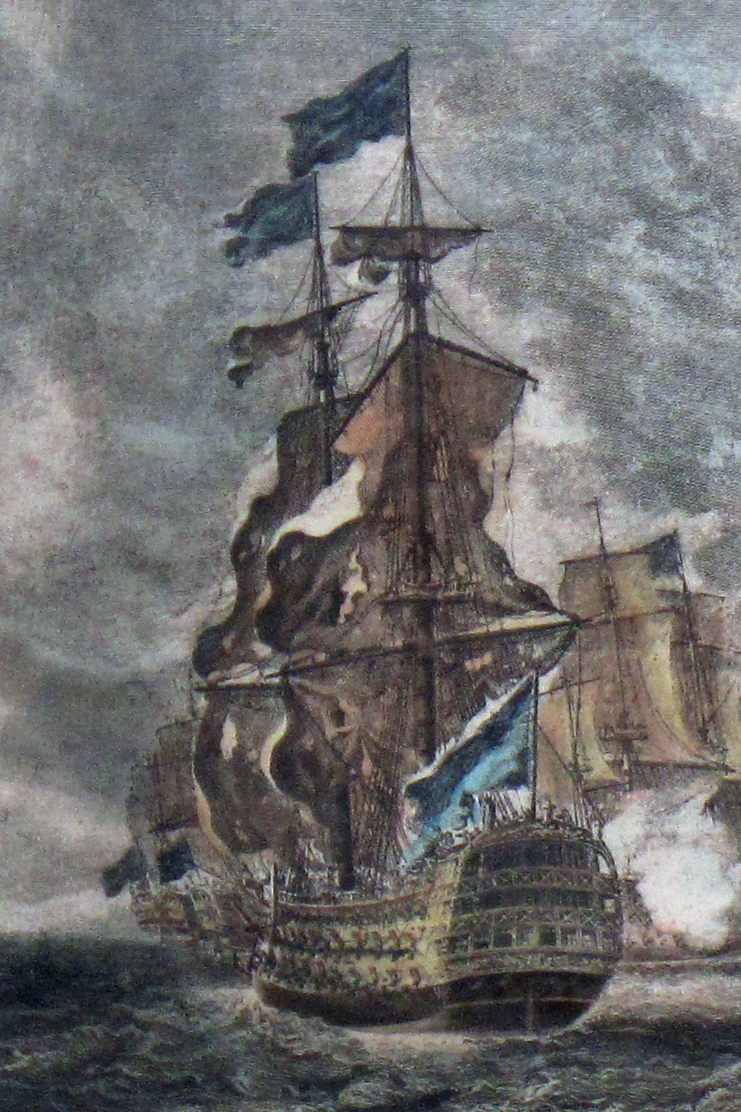
Het Britse vlaggenschip, HMS Namur, afgebeeld tijdens de Zeeslag bij Lagos in 1759

Het treffen tussen Fielding en Van Bylandt (Engels: Affair of Fielding and Bylandt) was een incident voor de kust bij Wight op 31 december 1779 tussen een eskader van de Britse Royal Navy en een Nederlands eskader onder bevel van schout-bij-nacht Graaf Lodewijk van Bylandt, dat een konvooi Nederlandse koopvaardijschepen door het Kanaal escorteerde. Na een korte vuuruitwisseling gaf het Nederlandse eskader zich over aan de Britten.
Het treffen vond plaats tijdens de Amerikaanse Onafhankelijkheidsoorlog. De Britten en Nederlanders waren destijds niet in staat van oorlog. De Britten eisten echter het recht om de Nederlandse koopvaardijschepen te inspecteren op smokkelwaar bestemd voor Frankrijk, dat de kant van de Amerikaanse rebellen had gekozen. Van Bylandt probeerde een gewapend treffen te voorkomen door aan te bieden om de scheepsmanifesten aan de Britten te tonen. De Britse commandant, commodore Charles Fielding, bleef echter inspectie eisen. Van Bylandt liet hierop een schot afvuren, maar liet direct daarna de vlag strijken om zijn overgave aan te geven. De Britten namen hierop beslag op de Nederlandse koopvaardijschepen en voerden ze af naar Portsmouth.
Het incident verstoorde de diplomatieke relaties tussen Groot-Brittannië en de Nederlandse republiek, en vormde een aanleiding voor de formatie van het Eerste Verbond van Gewapende Neutraliteit in 1780. In december van dat jaar verklaarden de Britten oorlog aan Nederland, het begin van de Vierde Engels-Nederlandse Oorlog.

## Achtergrond
Nederland ontwikkelde zich, na een periode van conflict in de tweede helft van de 17e eeuw, tot een trouwe bondgenoot van Groot-Brittannië. Na de Glorious Revolution van 1688 werd stadhouder Willem III van Oranje gekroond tot koning van Engeland, Schotland en Ierland, waarbij Nederland en Groot-Brittannië verenigd werden onder één heerser. Nederland was aanvankelijk de dominante partner van het bondgenootschap, maar nam geleidelijk een steeds minder beduidende positie in ten opzichte van de Britse bondgenoot.
Nederland was verbonden met Groot-Brittannië via een reeks verdragen (voornamelijk die van 1678, 1689 en 1716) waarbij het militaire steun aan Groot-Brittannië toekende. Maar Nederland had ook een belangrijk concessie van de Britten gekregen. In de Vrede van Breda van 1667 en het handelsverdrag van 1668 (bevestigd in de Vrede van Westminster van 1674) had Nederland het recht verkregen om niet-gesmokkelde handelswaar te verschepen naar landen waarmee Groot-Brittannië in oorlog was, waarbij de Britten geen recht hadden deze handelswaar in beslag te nemen, zelf als het eigendom was van ingezetenen van vijandige staten (het principe van "vrij schip, vrij goed"). Smokkelwaar werd in deze verdragen nauw gedefinieerd als wapens en munitie. Vlootbenodigdheden als scheepsplanken, masten, touw en teer werden niet als smokkelwaar beschouwd. Dit recht speelde een rol van belang tijdens Britse oorlogen waarin Nederland neutraal bleef, zoals de Zevenjarige Oorlog en de Amerikaanse Onafhankelijkheidsoorlog. Gezien het belangrijke aandeel dat Nederland destijds nog steeds had in de Europese koopvaardij, maakte dit de Britten onmogelijk om een effectief handelsembargo tegen vijandige staten te onderhouden.

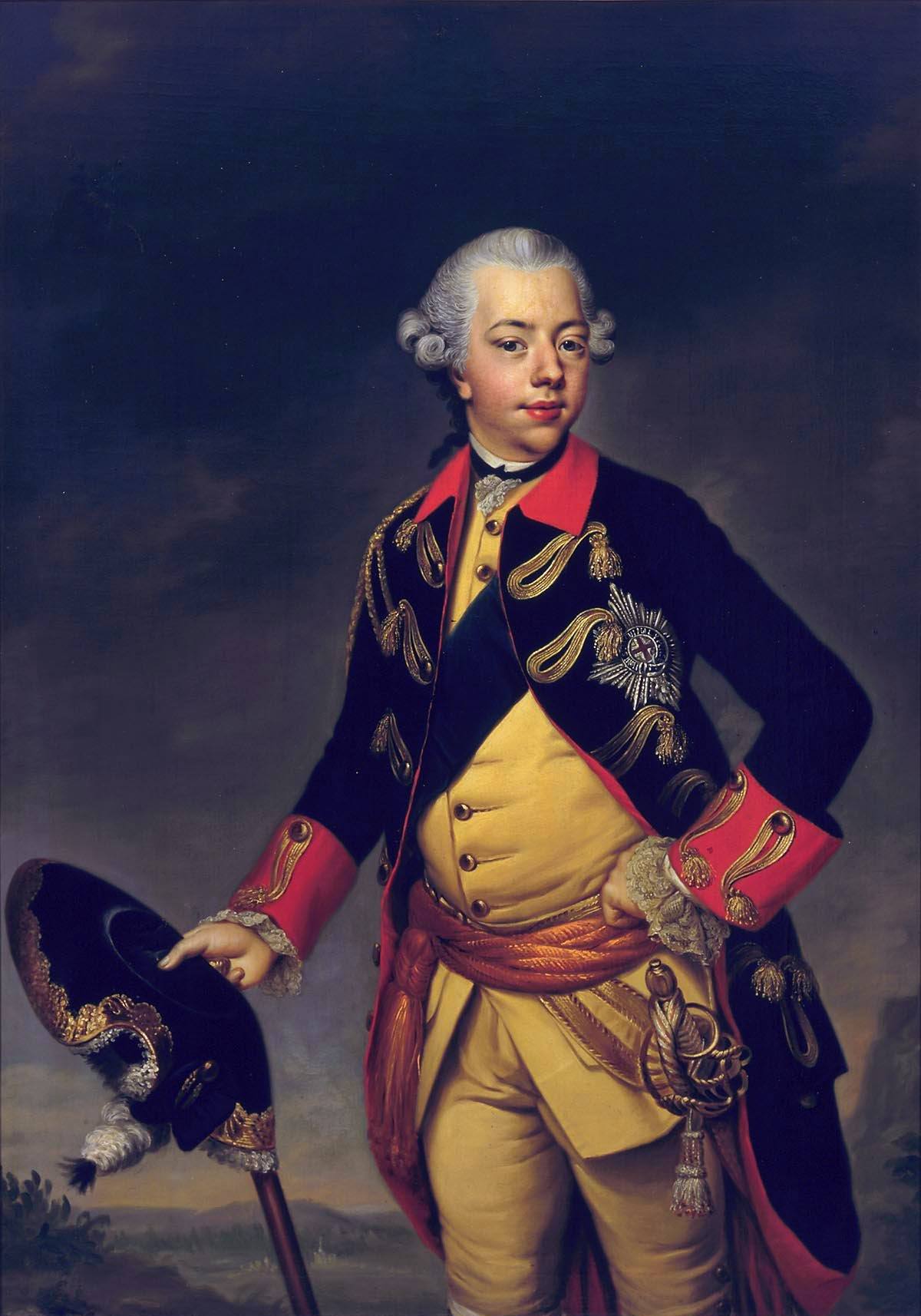
Willem V van Oranje-Nassau, ca. 1768-69

In de jaren na 1776 was er groeiende sympathie onder de Nederlandse bevolking voor de Amerikaanse rebellen. De regering van Willem V van Oranje-Nassau bleef echter de Britten steun bieden. De losse, federale structuur van de Nederlandse republiek maakte het echter onmogelijk voor de Nederlandse regering om effectief controle uit te oefenen op de koopvaardij vanuit Amsterdam en andere steden. De Amsterdamse handel met de Amerikaanse rebellen (wapens en munitie in ruil voor koloniale goederen zoals tabak), via het depot van de West-Indische Compagnie op Sint Eustatius, was een zeer winstgevende bezigheid. De Amsterdamse handelaars bevoorraadden ook de Franse vloot met planken en andere benodigdheden voor de bouw van oorlogsschepen, die de Fransen wegens de Britse blokkade niet zelf in Noorwegen en de Oostzeelanden konden bemachtigen. De Nederlandse republiek als "neutrale" macht was daarom van groot belang voor de Fransen en hun strijd tegen de Britten. Groot-Brittannië eiste daarom van de Nederlandse regering dat ze een halt aan de handel zou toeroepen. Diplomatieke pogingen faalden echter; Nederland weigerde militaire steun aan de Britten te bieden door haar brigade van Schotse leensoldaten uit te lenen aan de Britten voor de oorlog tegen de Amerikaanse rebellen. De Nederlanders lieten ook in 1779 (met enige tegenzin) de Amerikaanse kaper John Paul Jones toe om met zijn eskader bescherming in Nederlandse wateren te zoeken. Ook weigerden de Nederlanders om de export van wapens en munitie te verbieden. Deze weigeringen waren het resultaat van druk uitgeoefend door de stad Amsterdam, maar ook diplomatieke druk door de invloedrijke Franse ambassadeur in Nederland, Paul-François de Quelen de La Vauguyon. Frankrijk begon economische sancties te plaatsen op Nederlandse steden die de stadhouder steunden in zijn weerstand tegen anti-Britse maatregelen. Deze economische sancties bleken effectief: de pro-Britse steden veranderden al snel van mening en begonnen Amsterdam te steunen in de roep om bescherming van de Nederlandse koopvaardijvloot door middel van escort door oorlogsschepen.
Toen diplomatieke middelen ontoereikend bleken, gingen de Britten meer en meer over op het in beslag nemen van handelswaar van Nederlandse koopvaardijschepen dat door de Britten als smokkelwaar beschouwd werd. Deze acties, uitgevoerd door zowel de Royal Navy als Britse kapers, leidden tot stevig protest van Nederlandse handelaren die hun waar verloren zagen gaan. De Nederlandse regering negeerde aanvankelijk deze protesten. In november 1779 besloten de Staten-Generaal van de Nederlanden echter om de Nederlandse koopvaardijvloot bescherming te bieden door de koopvaardijschepen in konvooi te laten varen onder bescherming van oorlogsschepen.
In werkelijkheid was de Nederlandse vloot in slechte staat en kon weinig bescherming bieden tegen de machtige Britse vloot. De 20 linieschepen waarover de vloot nog effectief kon beschikken, konden niet op tegen de Britse oorlogsschepen uitgerust met 80-90 kanons. De Royal Navy had destijds 137 linieschepen en Frankrijk had er 68. Na veel overleg besloten de Staten-Generaal in 1778 om 24 nieuwe linieschepen te bouwen. De bouw verliep echter uiterst traag, voornamelijk omdat het gewest Holland weigerde de kosten te dragen voor haar aandeel.

## Verloop
De eerste konvooien waren klaar voor vertrek in december 1779. Een konvooi zou onder bevel van schout-bij-nacht Willem Crul naar West-Indië varen, een tweede naar Frankrijk en een derde, onder commando van Lodewijk van Bylandt, naar het Middellandsezeegebied. Willem V gaf instructie om alles te vermijden dat de neutraliteit van de republiek in gevaar zou kunnen brengen. Hij bepaalde dat koopvaardijschepen die scheepsplanken en andere vlootvoorzieningen vervoerden niet in de konvooien mochten meevaren. Hij verbood ook schepen uit naties die niet erkend werden door de Nederlandse republiek, hoogstwaarschijnlijk bedoeld om Amerikaanse schepen uit de konvooien te weren.
Het konvooi van Van Bylandt vertrok uit Texel op 27 december 1779 met 17 koopvaardijschepen en de volgende oorlogsschepen:
| Schip                                | Kanonnen | Kapitein                       | Type       | Bijzonderheden |
| ------------------------------------ | -------- | ------------------------------ | ---------- | -------------- |
| Prinses Royal Frederika Sophia Maria | 54       | Frederik Sigismund van Bylandt | linieschip | vlaggenschip   |
| Argo                                 | 40       | Jan Hendrik van Kinsbergen     | linieschip |                |
| Zwieten                              | 44       | Nauman                         | linieschip |                |
| Valk                                 | 26       | Silvester                      | fregat     |                |
| Alarm                                | 26       | Mulder                         | fregat     |                |

Na enkele dagen door het Kanaal te hebben gevaren, kwam het konvooi op de ochtend van 30 december een Brits eskader tegen onder bevel van commodore Charles Fielding. Dit bestond uit:
| Schip         | Kanonnen | Kapitein             | Type       | Bijzonderheden |
| ------------- | -------- | -------------------- | ---------- | -------------- |
| HMS Namur     | 90       | Charles Fielding     | linieschip | vlaggenschip   |
| HMS Courageux | 74       | Thomas Allen         | linieschip |                |
| HMS Centaur   | 74       | J. N. P. Nott        | linieschip |                |
| HMS Thunderer | 74       | James Bradby         | linieschip |                |
| HMS Valiant   | 74       | Samuel Goodall       | linieschip |                |
| HMS Buffalo   | 60       | H. Bromedge          | linieschip |                |
| HMS Portland  | 50       | Anthony Hunt         | linieschip |                |
| HMS Emerald   | 32       | Samuel Marshall      | fregat     |                |
| HMS Seaford   | 20       | Isaac Prescott       | fregat     |                |
| HMS Camel     | 20       | Richard Rodney Bligh | fregat     |                |
| HMS Hawk      | 12       | Richard Murray       |            |                |
| HMS Wolf      | 8        | M. Cole              | brik       |                |

De Courageux seinde het Nederlandse vlaggenschip om overleg, waarmee Van Bylandt akkoord ging. Fielding stuurde hierop een boot met twee onderhandelaars, waaronder kapitein Marshall. Marshall eiste dat Van Bylandt toegaf aan inspectie van de Nederlandse koopvaardijschepen door de Britten. Van Bylandt antwoordde hierop dat een dergelijk verzoek geen precedent had, en dat in vredestijd de goede trouw van de vlootescortes normaliter geaccepteerd werd wanneer de bevelhebber zijn erewoord gaf dat het konvooi geen smokkelwaar vervoerde. Hij toonde de scheepsmanifesten van de koopvaardijschepen in het konvooi en verklaringen van de kapiteins van deze schepen dat ze geen smokkelwaar vervoerden. Ook verklaarde hij dat hij zich persoonlijk had verzekerd dat de schepen geen scheepsplanken vervoerden, ook al werden deze door Nederland niet tot smokkelwaar gerekend. Marshall vroeg of de schepen hennep of ijzer vervoerden (hij was blijkbaar goed geïnformeerd) en Van Bylandt bevestigde dit, maar zei dat niet nooit als smokkelwaar was bestempeld. Marshall antwoordde dat deze goederen door de Britten inmiddels wel als smokkelwaar beschouwd werden. Aangezien de onderhandelingen niet verder kwamen, zond Van Bylandt zijn vlaggenkapitein en neef Frederik Sigismund van Bylandt naar de Namur om met Fielding te onderhandelen. Ook dit had geen resultaat. Fielding kondigde aan dat hij de volgende ochtend (het was inmiddels donker) zou beginnen met het het inspecteren van de Nederlandse schepen, waarop de jongere Van Bylandt antwoordde dat de Nederlanders hierop zouden reageren door het vuur op te Britten te openen.

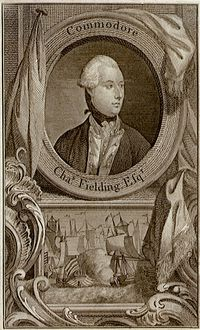
De Britse commandant Charles Fielding, ca. 1780

Die nacht wisten twaalf Nederlandse koopvaardijschepen weg te glippen, zodat het konvooi de volgende ochtend nog maar vijf koopvaardijschepen omvatte. Fielding naderde het Nederlandse konvooi met de Namur en twee andere linieschepen, maar Van Bylandt blokkeerde de Britten met de Prinses Royal, Argo en Alarm. Desondanks wist de Namur een boot richting de koopvaardijschepen te sturen. De Prinses Royal vuurde hierop twee schoten langs de boeg. Het Nederlandse en Britse relaas over wat vervolgens gebeurde verschilt. Van Bylandt en zijn kapiteins getuigden later dat de drie Britse schepen daarna een volle laag vuurden op de Nederlandse schepen, waarna de Nederlandse schepen terugschoten met een volle laag. Volgens Fielding vuurde hij een enkel schot, waarop de Nederlandse schepen reageerden door een volle laag af te vuren, waarna de Britten vervolgens een volle laag terugvuurden.
Na deze uitwisseling van kanonschoten liet Van Bylandt de vlag strijken (een teken dat hij zich overgaf) en gaf signaal aan de andere Nederlandse schepen om hetzelfde te doen. Dit kwam als een verrassing, omdat het Nederlandse schepen verboden was zich over te geven zolang ze nog in staat waren door te vechten, zelf als het vlaggenschip zich al had overgegeven. Later bleek dat Van Bylandt al voor vertrek uit Texel bevel aan zijn kapiteins had gegeven om zich over te geven als hij hiertoe signaal gaf. Hij verklaarde later dat hij deze geheime orders had gegeven, omdat hij voorzag dat hij zou worden geconfronteerd met een enorme Britse superioriteit in schepen en kanons, en dat tegenstand daarom nutteloos zou zijn. Hij had daarom besloten om in zo'n geval alleen symbolische tegenstand te bieden, net genoeg om een eervol verlies te behalen, om onnodig bloedverlies te voorkomen.
Dit was een typisch voorbeeld van 18e-eeuwse strijdvoering die, anders dan moderne strijdvoering, bedoeld was om onnodig verlies te voorkomen. De Britten interpreteerden het strijken van de vlag zoals het bedoeld was: om de gevechtshandelingen te beëindigen en niet om zich werkelijk over te geven. Ze maakten geen poging om de Nederlandse oorlogsschepen te enteren. Fielding voerde alsnog zijn inspectie van de resterende vijf koopvaardijschepen uit en nam de schepen in beslag toen hij "gesmokkelde" hennep aan boord vond. Hij stuurde bericht naar Van Bylandt dat hij zijn vlag weer mocht hijsen en verder varen. Van Bylandt antwoordde echter dat hij de koopvaardijschepen niet wou achterlaten. Fielding, mogelijk geïrriteerd door Van Bylandts antwoord, eiste dat de Nederlandse schepen de Britse vlag zouden salueren. Dit was zijn recht zoals bepaald door verschillende Britse-Nederlandse verdragen. In normale omstandigheden zouden de Nederlanders hiermee akkoord zijn gegaan, maar in dit geval deed Van Bylandt het alleen onder protest, om zo aan te tonen dat de Nederlanders zich, anders dan de Britten, wel aan de verdragen hielden. Nederlandse publieke opinie zou zich later hierdoor tegen Van Bylandt keren. Uiteindelijk vertrok het Britse eskader met de Nederlandse koopvaardijschepen naar de Engelse haven Portsmouth. Van Bylandt vergezelde de schepen naar Portsmouth en beklaagde zich vervolgens bij de Nederlandse ambassadeur in Londen, graaf Johan Walraad van Welderen.

## Nasleep

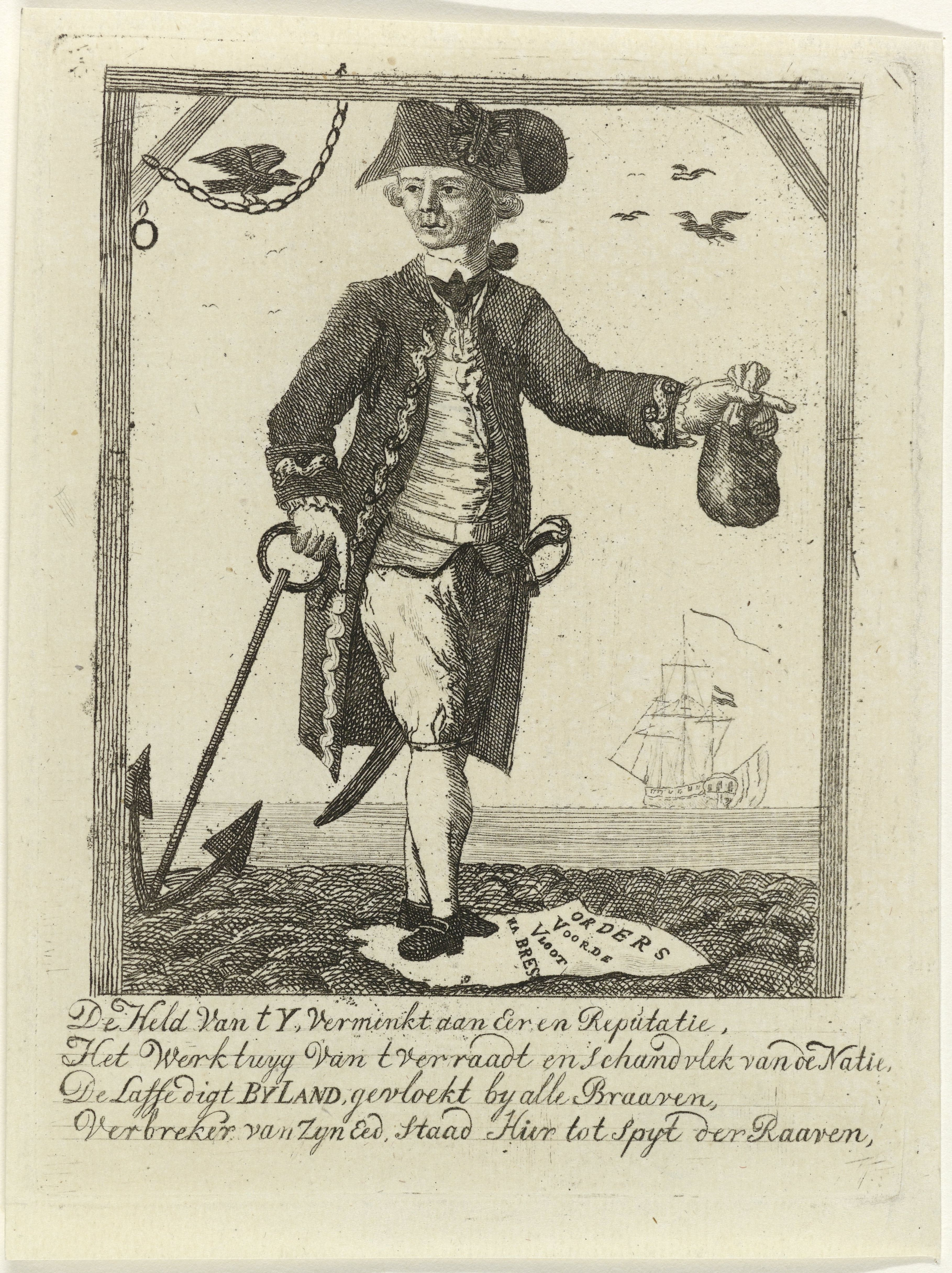
De Nederlandse commandant Lodewijk van Bylandt in een spotprent uit 1782

In Nederland werd met grote verontwaardiging gereageerd op het incident, en verschenen er hatelijke pamfletten tegen zowel Van Bylandt als Willem V. Van Bylandts gedrag werd weggezet als lafheid, zelfs landverraad. Van Bylandt eiste zijn eer te verdedigen voor de Hoge Zeekrijgsraad bestaande uit zeven hoge vlootofficieren. Hij werd na een korte rechtszaak vrijgesproken van alle aanklachten en in eer en rang hersteld, hoewel Van Bylandts geheime orders voor zijn kapiteins wel met enige moeite wegverklaard moesten worden. De aanklager gaf een pleidooi dat eerder een pleidooi van de verdediging leek, waardoor de indruk gewekt werd dat de hele zaak onder het tapijt geveegd werd. Sommigen beweerden zelfs dat Van Bylandts overgave aan de Britten onderdeel was van een geheime samenzwering geleid door Willem V om de Britten steun te bieden in de oorlog. Kort na zijn vrijspraak kreeg Van Bylandt bevel over vijf oorlogsschepen om een konvooi koopvaardijschepen naar Lissabon te begeleiden. In 1782 was Van Bylandt nogmaals het middelpunt van furore na de Brest-affaire, waarin hij weigerde een Nederlands eskader naar Brest te sturen om de Fransen te steunen tegen de Britten, omdat hij de schepen in te slechte staat achtte om te vechten. Van Bylandt overleefde echter ook deze controverse en bereikte de rang van luitenant-admiraal.
Na de woedende reactie in Nederland op de Britse inbeslagneming van de koopvaardijschepen, kon Willem V geen beperkingen meer opleggen op de konvooivaart — tot groot genoegen van Frankrijk, dat de opgelegde economische sancties op Nederlandse steden terugtrok. De Nederlanders voelden zich hierna gemachtigd om hun volledige rechten te verdedigen zoals vastgelegd in de verdragen met Groot-Brittannië. De Britten op hun beurt deden geen moeite meer te doen alsof ze die rechten respecteerden. In april 1780 werd het handelsverdrag van 1668 door de Britten nietig verklaard. De Britten verklaarden dat Nederland hierna gelijk als alle andere neutrale naties behandeld zou worden, en dat het het principe van "vrij schip, vrij goed" niet meer gold voor Nederlandse schepen.
Tsarina Catharina II van Rusland, geschokt door het incident en vergelijkbare behandeling van twee Russische schepen door Spanje, kwam met een manifest waarin ze eiste dat het principe van "vrij schip, vrij goed" voor alle neutrale naties gerespecteerd werd door de oorlogvoerende landen. Frankrijk en Spanje hadden hier geen probleem mee, en Spanje maakt zelf excuses, maar Groot-Brittannië weigerde. Catharina II begon hierop onderhandelingen met Nederland en andere neutrale landen die leidden tot de formatie van het Eerste Verbond van Gewapende Neutraliteit.
De Nederlandse republiek zag een mogelijkheid om haar handel te beschermen tegen Britse aanvallen zonder oorlog tegen Groot-Brittannië te hoeven verklaren. Nederland maakte echter de fout te eisen van de lidstaten van het Verbond van Gewapende Neutraliteit dat zij ook Nederlands kolonies zouden veiligstellen Catharina II weigerde deze garantie te geven. Uiteindelijk gaven de Nederlanders toe en voegden zich bij het Verbond zonder deze garantie in december 1780. De Britten reageerden hierop door oorlog aan Nederland te verklaren om voor het oog ongerelateerde redenen (een geheim verdrag tussen Amsterdam en de Amerikaanse rebellen). De andere lidstaten van het Verbond waren nu in staat om militaire steun aan Nederland te bieden. De Vierde Engels-Nederlandse Oorlog was begonnen.